# SN 2009ak
SN 2009ak – supernowa odkryta 14 lutego 2009 roku w galaktyce A102502+1758. W momencie odkrycia miała maksymalną jasność 19,40m.